# Мариза Мерлини
Мариза Мерлини (на италиански: Marisa Merlini) е италианска актриса. 

## Биография
Родена е на 6 август 1923 г. в Рим.  Мерлини е добре известна с това, че играе характерни роли на родени и отгледани в Рим героини. Също така се появява в няколко популярни комедийни филма заедно с Тото, както и във филма от 1960 г. на Луиджи Дзампа „Полицаят“ с актьора Алберто Сорди. В редица филми играе срещу приятелката си от реалния живот Ана Маняни. 
Печели „Сребърна лента“ през 1957 г. за ролята на туристка във филма „Време за почивка“ (1956), на режисьора Антонио Рачопи.
Последната поява на Мерлини на екрана е във филма „Втората брачна нощ“ (2005), режисиран от Пупи Авати.
Умира в Рим на 27 юли 2008 г. на 83-годишна възраст.

## Избрана филмография
| година | филм                   | оригинално заглавие    | роля             | режисьор         |
| ------ | ---------------------- | ---------------------- | ---------------- | ---------------- |
| 1953   | Хляб, любов и фантазия | Pane, amore e fantasia | Анарела Мирциано | Луиджи Коменчини |
| 1954   | Хляб, любов и ревност  | Pane, amore e gelosia  | Анарела Мирциано | Луиджи Коменчини |
| 1961   | Страшният съд          | Il giudizio universale | Майка            | Виторио Де Сика  |